# بیرکووو
بیرکووو (به لهستانی:  Bierkowo) یک روستا در لهستان است که در گمینا سووپسک واقع شده‌است. بیرکووو ۹۲۱ نفر جمعیت دارد و ۶۲ متر بالاتر از سطح دریا واقع شده‌است.